# Caloplaca inconnexa
Caloplaca inconnexa är en lavart som först beskrevs av William Nylander och som fick sitt nu gällande namn av Alexander Zahlbruckner. 
Caloplaca inconnexa ingår i släktet orangelavar och familjen Teloschistaceae. Inga underarter finns listade i Catalogue of Life.